# Szakony
Szakony là một thị trấn thuộc hạt Győr-Moson-Sopron, Hungary. Thị trấn này có diện tích 13,5 km², dân số năm 2010 là 441 người, mật độ 33 người/km².